# Дипломатически мисии на Киргизстан
Това е списък на дипломатическите мисии на Киргизстан по целия свят. Единствено не са посочени почетните консулства. Планинската Киргизка република има дипломатически представителства в цяла Евразия, най-вече в другите бивши съветски републики, където двустранните отношения са оцелели след разпадането на Съветския съюз  Архив на оригинала от 2011-09-29 в Wayback Machine..

## Европа
- Австрия
  - Виена (посолство)
- Беларус
  - Минск (посолство)
- Белгия
  - Брюксел (посолство)
- Великобритания
  - Лондон (посолство)
- Германия
  - Берлин (посолство)
  - Франкфурт (консулска агенция)
- Русия
  - Москва (посолство)
  - Екатеринбург (генерално консулство)
  - Новосибирск (вице-консулство)
- Украйна
  - Киев (посолство)
- Швейцария
  - Женева (посолство)

## Северна Америка
- САЩ
  - Вашингтон (посолство)
  - Ню Йорк (консулска служба)

## Азия
- Афганистан
  - Кабул (посолство)
- Индия
  - Ню Делхи (посолство)
- Иран
  - Техеран (посолство)
  - Мешхед (консулска служба)
- Казахстан
  - Астана (посолство)
  - Алмати (генерално консулство)
- Китай
  - Пекин (посолство)
  - Урумчи (виза офис)
- Малайзия
  - Куала Лумпур (посолство)
- Обединени арабски емирства
  - Дубай (генерално консулство)
- Пакистан
  - Исламабад (посолство)
  - Карачи (консулски офис)
- Саудитска Арабия
  - Рияд (посолство)
- Таджикистан
  - Душанбе (посолство)
- Туркменистан
  - Ашхабад (посолство)
- Турция
  - Анкара (посолство)
  - Истанбул (генерално консулство)
- Узбекистан
  - Ташкент (посолство)
- Южна Корея
  - Сеул (консулство)
- Япония
  - Токио (посолство)

## Междудържавни организации
- - Брюксел - ЕС
  - Виена - ОССЕ
  - Женева - ООН и други организации
  - Ню Йорк - ООН